# هفت گنج خسرو پرویز
هفت گنج خسرو پرویز به مجموعه‌ای از عجایب بارگاه خسرو پرویز (خسرو دوم) پادشاه سلسله ساسانیان اشاره دارد. لقب پرویز به معنای فاتح و پیروز است. این عنوان به خاطر پیروزی‌های بزرگش در غرب به او داده شده بود.
خسرو پرویز آخرین شاهنشاه قدرتمند ساسانیان بود که آوازهٔ شهرتش عالم گیر روزگار آن دوره بوده‌است. این شهرت نه به خاطر جنگ‌ها، بلکه به خاطر ثروت عظیم او بود. درآمدهای دولت ساسانی علاوه بر مالیات، بر پایهٔ سیستم پر رونق کشاورزی و دامداری و جادهٔ ابریشم که شاهراه تجارت ایران و روم و چین بود، بوده‌است. این شاهراه برای دولت ساسانی بسیار سودآور بود. علاوه بر این تجارت طلا و فرش‌های بافته شده، پارچه، پشم و ظروف، این‌ها کافی بود تا دولتی ثروتمند باشد. در دوران خسرو پرویز خزانهٔ شاهی پر زر و سیم بود؛ شاید ثروتی که او انباشته داشت در هیچ دوره‌ای به اندازهٔ او نرسد. این‌ها نه از فشار بر مردم بلکه به خاطر سیستم پررونق اقتصادی دولت ساسانی بود.

## هفت گنج خسرو پرویز

### تخت تاقدیس
تخت تاقدیس از هفت گنج خسرو پرویز از عجایب بارگاه اوست. شکل این تخت مانند طاق بود و جنسش از عاج و نرده‌هایش از نقره و طلا بود. بر سقف این تخت صورت پادشاهان و مجالس بزم و شکار و ستاره‌ها حک شده بود.
روی آن وسیله‌ای برای تعیین ساعات روز نصب شده بود وچهار یاقوت هم به مانند تناسب یکی از فصول سال دیده می‌شد.

### تاج یاقوت نشان
تاج خسروانی بی شک یکی دیگر از عجایب در گاه اوست. تاج خسرو پرویز از مقداری طلا و مروارید ساخته شده بود. یاقوتهایی که در تاج به کار رفته بود در شب مثل روز می‌درخشیدند. این تاج آن قدر سنگین بود که زنجیره‌هایی از طلا آن را از سقف آویزان کرده بود. تاج را بر این زنجیره‌های طلا بسته بودند تا هنگام نشستن شاه تاج به روی سرش قرار بگیرد و سنگینی وزن تاج را حس نکند.

### دستمال نسوز
شاه پس از غذا خوردن با دستمال دست‌های خود را پاک می‌کرد؛ چون چرب می‌شد آن را درون آتش می‌انداخت تا آتش آن را تمیز کند و دستمال پاک می‌شد اما نمی‌سوخت. جنس آن از پنبهٔ کوهی بود.

### طلای مشت افشار
خسرو پرویز قطعه طلایی شگفت‌انگیز داشت که آن را طلای مشت افشار می‌نامید. این قطعه طلا به اندازهٔ مشت پادشاه و مثل موم نرم بود. این قطعه طلا را از معدنی در تبت استخراج کرده بودند و دویست مثقال وزن داشت.

### گنج بادآورد
هنگامی که ایرانیان اسکندریه ی مصر را محاصره کردند رومیان ثروت شهر را در کشتی‌هایی قرار دادند تا به مکانی امن فرستاده شود اما با تغییر وزش باد کشتی به دست ایرانیان افتاد و آن را گنج باد آورد گفتند.

### شطرنجی از یاقوت و زمرد
این شطرنج از جنس یاقوت و زمرد بود.

### گنج گاو
روزی کشاورزی در مزرعهٔ خود شروع به کندن زمین کرد که ناگاه در حفره‌ای کوزه‌هایی پر از طلا دید. کشاورز از حسن نیت یافتن طلاها را به دربار گزارش داد. موقعی که به محل گنج آمدند دیدند که صدها کوزه پر از طلا در آن است. خسرو پرویز دستور داد یک کوزه از گنج را به کشاورز بدهند و بقیهٔ کوزه‌های پر از طلا را به کاخش بفرستند و نامشان را گنج گاو نامید.
از دیگر عجایب بارگاه خسرو پرویز اسب افسانه‌ای او به نام شبدیز بود که هدیهٔ همسرش شیرین بود. همچنین از دیگر عجایب بارگاه خسرو پرویز علاوه بر قصرش تیسفون و رامشگران دربارش شیرین همسر مسیحی‌اش بود که عشق این دو زبانزد روزگار خود بود.